# Annett Culp

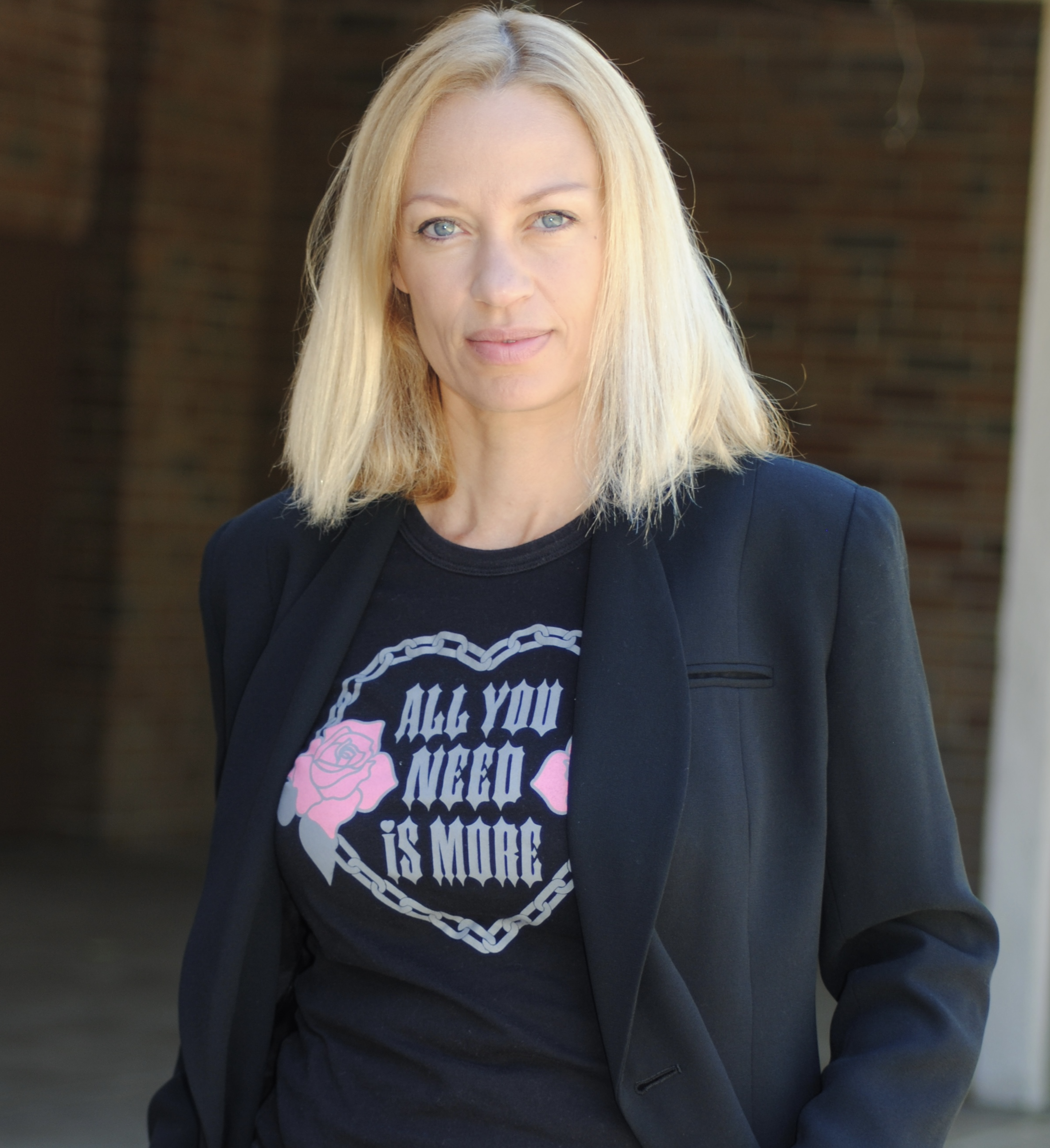
Annett Culp

Annett Culp (auch Annett Mohamed; * 1. August 1978 in Potsdam) ist eine deutsche Schauspielerin und Model. Ihren Durchbruch hatte sie mit der Darstellung der Silke Voss in der Seifenoper Verbotene Liebe. Sie ist die Enkelin von Abdel Fattah Mohamed Elmaghrabi, dem ersten Präsidenten des Sudan nach dessen Unabhängigkeitserklärung.
Culp hat eine Yoga-Ausbildung bei der Internationalen Sivananda Yoga Vedanta Organisation gemacht und mit Brian Kest in Los Angeles trainiert. Sie ist auch als Yoga-Lehrerin tätig.

## Filmografie (Auswahl)

### Internationale Spielfilme
- 1997: Lost in America
- 1997: Secret Graden Doldrums
- 1998: Internet Love
- 2000: Luke, chapter 12
- 2000: Outcasts
- 2004: Casting about
- 2011: BloodRayne: The Third Reich (Magda Markovic)
- 2017: Adolescence
- 2017: Waiting for Bob

### Fernsehproduktionen
- 2000: SK Kölsch: Tod auf dem Rhein
- 2000: Gute Zeiten, schlechte Zeiten
- 2002: Die Wache (Krimiserie)
- 2003: Gute Zeiten, schlechte Zeiten
- 2004: Ohne Worte
- 2005: Verbotene Liebe
- 2005: Wolffs Revier: Von Liebe und Hass
- 2006: Lasko – Im Auftrag des Vatikans
- 2007: Alarm für Cobra 11 – Die Autobahnpolizei: Schuld und Sühne
- 2010: Anna und die Liebe
- 2010: Garmischer Bergspitzen (Fernsehfilm)
- 2018: Die Rosenheim-Cops (Fernsehserie, Folge Die Spur des Geldes)